# 第5集 (雙峰)
“第5集”，又名“Cooper's Dreams”，是美国悬疑电视剧《雙峰》第一季的第六集。该集由系列创作者馬克·佛洛斯特撰写，蕾絲莉·林卡·葛萊特执导。“第5集”中有常驻演员凯尔·麦克拉克伦、麥可·安特金和理查德·贝梅尔，还有克里斯·穆爾基和大衛·派屈克·凱利的客串演出。
葛萊特指出该集典型地体现了她认为定义了该系列的渴望和欲望主题；她还提到了该集在悲剧和喜剧元素之间精心保持的平衡。该集中的室外场景是在加利福尼亚州的安琪拉国家森林拍摄的，并与华盛顿州的库存镜头融合，以增强环境设定。
联邦调查局特工Dale Cooper（麦克拉克伦饰）和双峰镇警长Harry Truman（安特金饰）继续调查这个小镇的一起谋杀案，而当地商人Benjamin Horne（贝梅尔饰）则计划放火烧毁锯木厂，以推动他的地产帝国。于1990年5月10日首播的“第5集”在其播出期间吸引了约18%的观众，获得了评论界的积极评价。

## 剧情

### 背景
華盛頓州的小鎮雙峰鎮的平靜生活因學生Laura Palmer的謀殺和她的同學Ronette Pulaski的謀殺未遂而被打破。联邦调查局特工Dale Cooper已經來到這個城鎮進行調查，最初的懷疑集中在Palmer的男友Bobby Briggs和另一名男友James Hurley身上。然而，鎮上的其他居民也有他們自己的懷疑：暴力、販毒的卡車司機Leo Johnson被視為可能的嫌疑人，他的妻子Shelly甚至还發現了他的一件血跡斑斑的襯衫。

## 脚注
1. ↑  . iTunes Store. Apple.   [September 6, 2012]. （原始内容存档于2013-10-24）.
2. ↑  David Lynch (writer and director); Mark Frost (writer). . . 第1季. 第1集. April 8, 1990. American Broadcasting Company.
3. ↑  Duwayne Dunham (director); David Lynch and Mark Frost (writers). . . 第1季. 第2集. April 12, 1990. American Broadcasting Company.